# Museo de Zacinto
El Museo de Zacinto, también conocido como Museo Bizantino de Zacinto (en griego, Βυζαντινό Μουσείο Ζακύνθου, AFI: [viza(n)diˈno muˈsio zaˈcinθu]), es uno de los museos de Grecia. Está ubicado en la capital de la isla de Zacinto, en el archipiélago de las islas Jónicas.

## Historia del museo
El origen del museo tiene su precedente en una primera colección arqueológica que se reunió en Zacinto en 1882. Posteriormente, en 1908 se fundó el Museo de Antigüedades Medievales y Bizantinas, que exponía sus obras en un edificio alquilado. En 1919 se trasladó a la iglesia Pantokrátora, y contaba con un almacén adyacente. Durante todos estos años el museo fue enriqueciéndose con nuevas obras procedentes principalmente de iglesias y castillos.
En 1952 el museo fue nuevamente trasladado, esta vez a un edificio del periodo veneciano pero un terremoto que tuvo lugar en 1953 afectó tanto al edificio del museo como a muchos otros edificios de la isla. Así pues, tuvo que construirse un nuevo edificio para el museo al que se llevaron muchos tesoros artísticos de las iglesias que fueron afectadas por el terremoto. Este edificio se acabó de construir en 1959 y fue inaugurado al año siguiente; se halla en la plaza Dionisios Solomós y fue diseñado por el arquitecto Spyridon Lageris en estilo neoclásico.

## Colecciones
La colección permanente del museo contiene objetos procedentes principalmente de iglesias y otros edificios monumentales de la isla de la época bizantina y post-bizantina. También se organizan algunas exposiciones temporales y programas educativos y otras actividades culturales.
La sala A contiene dos iconostasios de las iglesias Pantokrátora y de Agios Dimitrios, del siglo XVII. La sala beta alberga pequeñas esculturas, relieves, estelas funerarias, elementos arquitectónicos y placas epigráficas del periodo helenístico, de la época bizantina y de los primitivos cristianos. Por otra parte, las salas Βα y Γ contienen pinturas murales de diferentes iglesias y monasterios. 
En la sala Δ se exhiben obras de pintores de iconos de la escuela cretense de los siglos XV al XVII, como Miguel Damasceno, Emmanuel Tzanes y Angelos Akotantos. La sala Ε muestra obras pictóricas de finales del siglo XVII y del siglo XVIII de discípulos de los grandes pintores de la anterior sala y otros. Entre ellas se encuentran varias obras de Nikolaos Kallergis. Por último, las salas Ζ y Η muestran obras de pintores de Zacinto de finales del siglo XVIII y principios del XIX, como Nikolaos Koutouzis y Nikolaos Kantounis.
|                                    |
| Busto del emperador romano Vitelio |

|                                                                       |
| Un ángel sosteniendo el cuerpo de Cristo, obra de Nikolaos Kallergis. |

|                                                                        |
| Santa Ana, la Virgen María y el Niño Jesús, obra de Angelos Akotantos. |

|                                                |
| El profeta Jonás, obra de Demetrios Stavrakis. |